# 2027 no desporto
Nesta página encontram-se os fatos e referências do desporto que acontecerão durante o ano de 2027.

## Eventos previstos

### Eventos multidesportivos
- 16 de julho a 1 de agosto - Jogos Pan-Americanos de 2027, em  Lima [1]